# Spickard (Missouri)
Spickard – miasto w Stanach Zjednoczonych, w stanie Missouri, w hrabstwie Grundy.